# Africada palatal eyectiva
La africada palatal eyectiva es un sonido consonántico no pulmonar, su símbolo en el alfabeto fonético internacional que representa este fonema es el de una africada palatal sorda ⟨c͡ç⟩, con el apóstrofo modificador que tienen todas las consonantes eyectivas para diferenciar los sonidos pulmonares de los eyectivos, se puede omitir la barra de unión quedando ⟨cçʼ⟩.

## Características
- Es una africada, lo que significa que el flujo de aire se suprime en su totalidad, para luego liberarse por un canal formado por la lengua, que dirige el chorro de aire a los bordes de los dientes, lo que causa una turbulencia alta.
- Su punto de articulación es palatal, lo que significa que es articulada con la parte media o trasera de la lengua contra el paladar duro.
- Su tipo de fonación es sorda, lo que significa que las cuerdas vocales no vibran durante la articulación.
- Es una consonante central , lo que significa que se produce dirigiendo la corriente de aire a lo largo del centro de la lengua, en lugar de hacia los lados.
- Es una consonante oral, lo que significa que el aire puede escapar únicamente por la boca.
- El mecanismo de la corriente de aire es eyectivo (egresivo glótico), lo que significa que el aire es expulsado al bombear la glotis hacia arriba.

## Ocurre en
Este fonema ocurre en los siguientes idiomas:
- Idioma hunzib[1]
- Idioma harari[2]
- Idioma gumuz[3]
- Idioma me'en[4]
- Idioma bench[5]